# Giacomo Rossetti
Pour les articles homonymes, voir Rossetti.
Giacomo Rossetti, né à Marone en 1807 et mort à Brescia en 1882, est un photographe italien actif à Brescia.

## Biographie

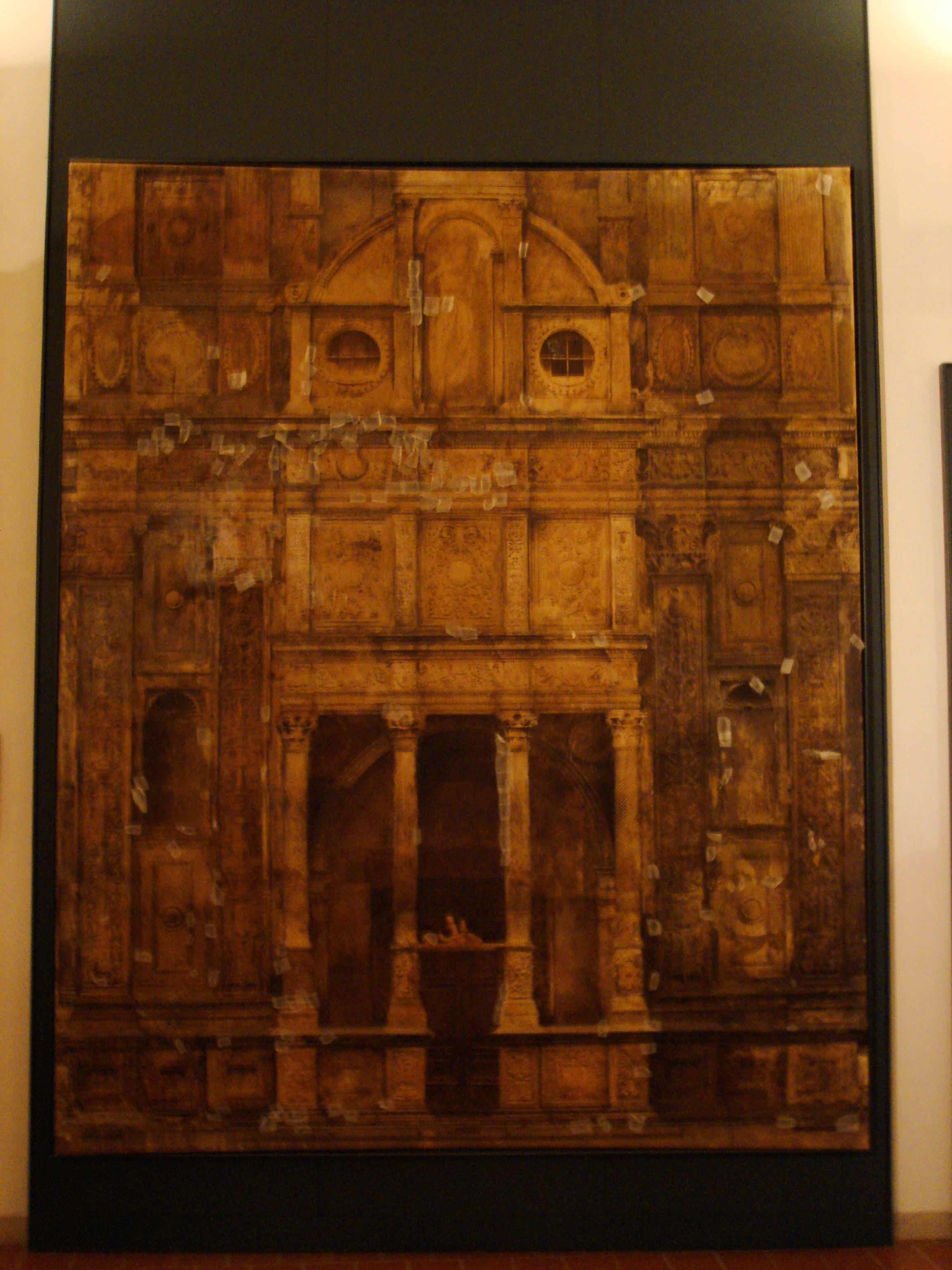
Façade de l'église Santa Maria dei Miracoli à Brescia, 1873.

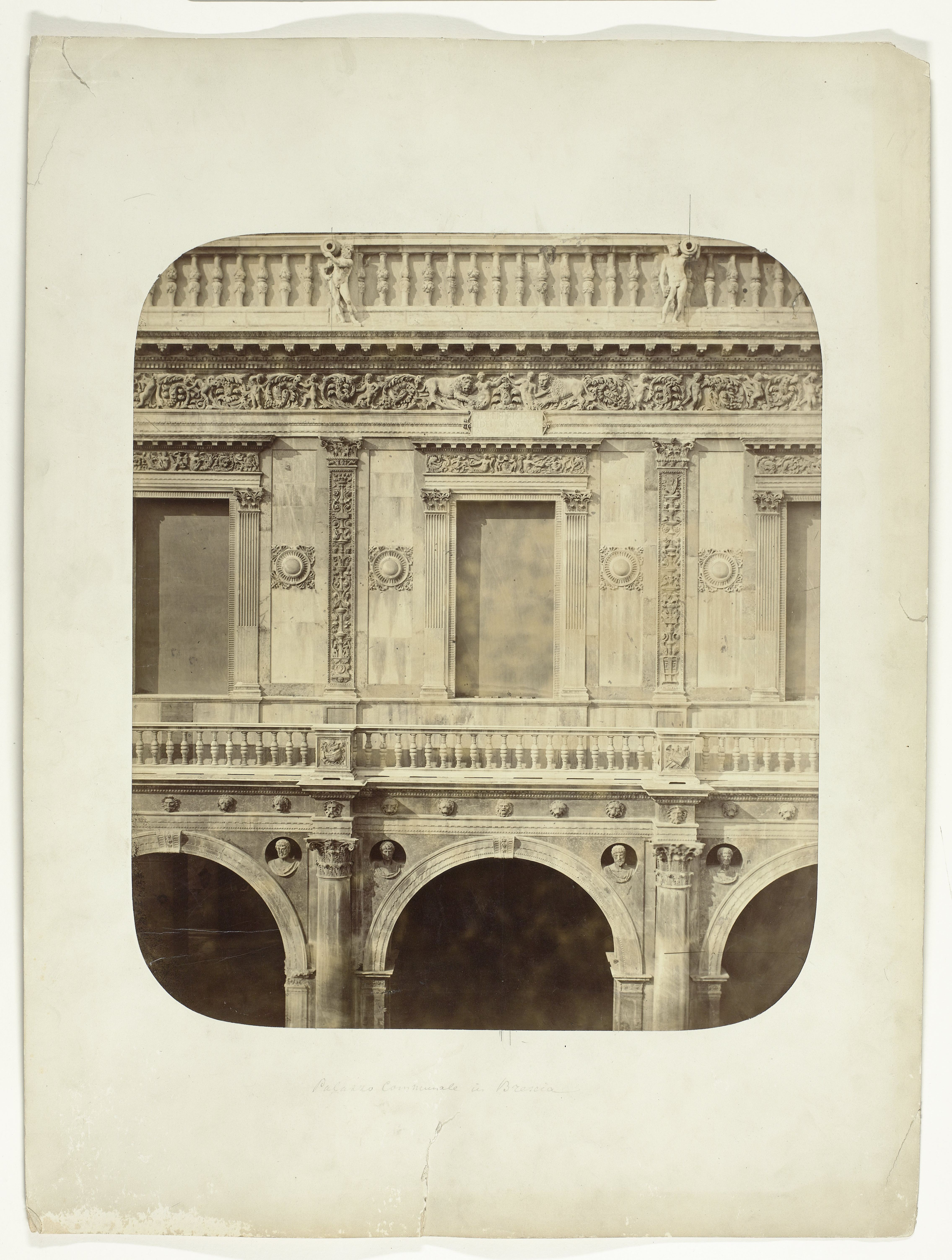
Palais de la Loggia à Brescia, détail, vers 1870.

Giacomo Rossetti étudie à l'Académie Carrara, école des beaux-arts de Bergame.
En 1851, associé avec le photographe et peintre Jose Alegri, il ouvre un studio photographique à Brescia, Corso Magenta ; puis ouvre son propre studio "Photo Studio", toujours Corso Magenta au numéro 638.
Rossetti participe à plusieurs expositions universelles entre 1870 et 1882.
Lors de l'Exposition universelle de Vienne en 1873, il présente une série de photographies d'architecture, dont la Façade de l'église Santa Maria dei Miracoli à Brescia (it), une "peinture photographique" de 3 mètres sur 2,50 mètres composée d'un collage sur toile de plus de 200 tirages photographiques à l'albumine réalisés à partir de négatifs au collodion humide ; l'œuvre remporte la médaille du mérite,, ; l'œuvre, restaurée en 2021, fait l'objet d'une exposition à Brescia.
Il expose également à l'Exposition universelle de Philadelphie en 1876 et à celle de Paris en 1878.
Lors de l'Exposition nationale de Milan en 1881, il est primé pour son « importante et grandiose collection de photographies artistiques et de vues aux sels d'argent ».

## Collections
- Firme Fratelli Alinari, Florence[6].
- Centre canadien d'architecture, Montréal[7].
- Bibliothèque nationale de France, Paris :
  - Chiesa dei Miracoli in Brescia, 2 albums de 73 photographies positives sur papier albuminé d'après des négatifs sur verre au collodion, vers 1860-1870.
  - Palazzo Municipale di Brescia, 2 album de 80 photographies positives sur papier albuminé d'après des négatifs sur verre au collodion, vers 1860-1870.

## Expositions
- 10 novembre - 6 mars 2005 : Vu d'Italie 1841-1941 : la photographie italienne dans les collections du Musée Alinari, Pavillon des arts, Paris[8].

- 21 septembre - 17 octobre 2021 : Con amore e cura grandissima. Il restauro dell’albumina della Chiesa dei Miracoli di Giacomo Rossetti, Museo di Santa Giulia, Brescia, dans le cardre du Brescia Photo Festival 2021[3],[9].

- 2021 - 2022 : Fotografare l’architettura. Il monumentale collage di albumine di Giacomo Rossetti tra innovazione tecnica e tutela del patrimonio, Museo nazionale della fotografia, Brescia[1].